# SMS Königsberg (1915)
L'SMS Königsberg fou un creuer lleuger de la marina de guerra de l'imperi Alemany (Kaiserliche Marine) i en servei durant la Primera Guerra Mundial. Va ser anomenat en honor del famós creuer corsari també anomenat Königsberg enfonsat al delta del Rufiji el juliol de 1915.